# Eleccions presidencials de l'Uruguai de 1999
Les eleccions presidencials de l'Uruguai van tenir lloc el dia 31 d'octubre del 1999, en una primera i una segona volta, amb la intenció d'escollir un nou president de la República Oriental de l'Uruguai, càrrec que, fins a la data, ocupava Julio María Sanguinetti Coirolo des de l'1 de març de 1995. El candidat centre-dretà del Partit Colorado, Jorge Batlle Ibáñez, va sortir elegit president amb el 54,13% dels vots escrutats, després d'una ajustada primera volta on obtingué un suport del 32,78%.

## Candidats

### Jorge Batlle (Partit Colorado)
L'històric partit liberal de l'Uruguai ja havia aconseguit dues victòries electorals no consecutives des de la tornada a la democràcia el 1985. Pel que fa als triomfs electorals de 1984 i de 1994, ambdós havien donat, com a resultar, la victòria del mateix candidat: Julio María Sanguinetti Coirolo. Atès que la reelecció immediata és il·legal a l'Uruguai, el candidat i líder històric de la Llista 15, Jorge Batlle Ibáñez, va ser elegit en les eleccions internes de juny de 1999 com a candidat a la presidència del país en representació del seu partit.
La posició política de Batlle, amb idees més properes a la centre-esquerra, havia afavorit que els votants més progressistes del partit votessin per ell. A més a més, el fet de formar part d'un partit de dreta, amb valors tradicionals, i hereu d'una llarga presència al govern del país, havia captivat a molts simpatitzants del Partit Nacional, que se sentien més identificats amb els valors que Batlle propugnava. De l'aliança dels dos partits tradicionals de dreta va resultar vencedor en els comicis de novembre, derrotant, un altre cop, al candidat esquerrà Tabaré Vázquez.

### Tabaré Vázquez (Front Ampli)
El Front Ampli, el principal partit esquerrà del país i un dels sectors de l'oposició al govern, havia aconseguit més adeptes a la seva causa, superant el suport popular obtingut el 1994, quan no superaven el 30% del suport electoral. Tot i que existien disputes internes dintre dels diferents sectors del partit, Vázquez es va imposar sobre Danilo Astori com a candidat a la presidència de la República. No obstant això, l'ex-intendent de Montevideo només va aconseguir triomfar a la primera volta, amb un 40% de vots favorables front al 30% de Batlle.
El novembre va perdre davant la coalició encapçalada pels sectors de dreta.

### Luis Alberto Lacalle (Partit Nacional)
Els blancos, nom pel que són coneguts els membres del Partit Nacional de l'Uruguai, van obtenir menys suport del que esperaven. Essent el resultat inferior a les expectatives, el partit conservador de dreta va decidir fer un pacte amb el Partit Colorado, i unir forces per evitar l'ascens de l'esquerra al poder. Així, l'expresident nacionalista Luis Alberto Lacalle, després de ser derrotat en els comicis d'octubre de 1999, va signar una aliança amb els dirigents més importants del Partit Colorado, i va incentivar als seus simpatitzants a votar per Batlle.

### Altres candidats
Entre altres candidats que també es van presentar a la presidència del país hi eren Rafael Michelini, pel partit centre-esquerrà Nou Espai, i l'ultraconservador Luis Pieri, del partit Unió Cívica.

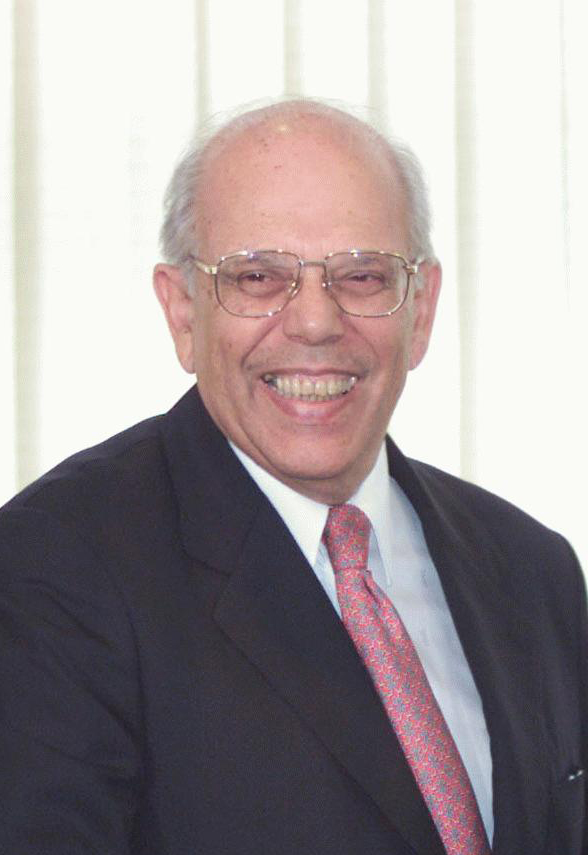
Jorge Batlle
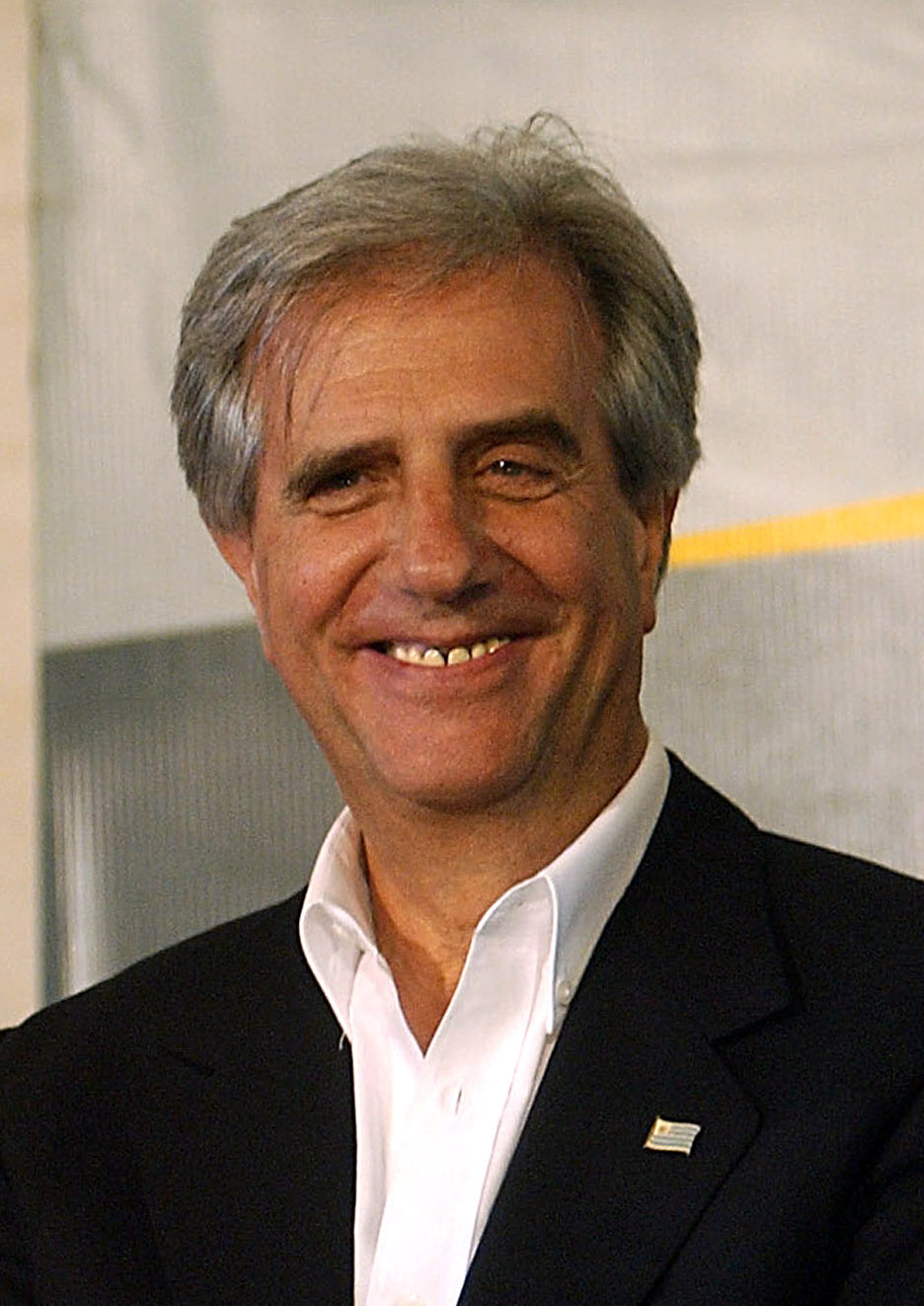
Tabaré Vázquez
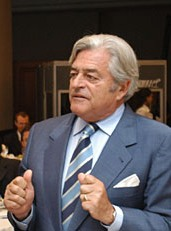
Luis Alberto Lacalle

## Resultats
|   | Candidat                                | Partit                     | Vots      | %               | Resultat            | Diputats | Senadors |
| 1 | Tabaré Vázquez                          | Front Ampli (esquerra)     | 861.202   | 40,11           | a la segona votació | 40       | 12       |
| 2 | Jorge Batlle                            | Partit Colorado (centre)   | 703.915   | 32,78           | a la segona votació | 33       | 10       |
| - | --------------------------------------- | -------------------------- | --------- | --------------- | ------------------- | -------- | -------- |
| 3 | Luis Alberto Lacalle                    | Partit Nacional (dreta)    | 478.980   | 22,31           |                     | 22       | 7        |
| 4 | Rafael Michelini                        | Nou Espai (centreesquerra) | 97.943    | 4,56            |                     | 4        | 2        |
| 5 | Luis Pieri                              | Unió Cívica (centredreta)  | 5.109     | 0,24            |                     | -        | -        |
|   | Total de vots vàlids                    |                            | 2.147.149 | 100             |                     |          |          |
|   | vots anul·lats                          |                            | 35.302    | 1,60            |                     |          |          |
|   | vots en blanc                           |                            | 22.433    | 1,02            |                     |          |          |
|   | total de vots                           |                            | 2.204.884 | 100             |                     |          |          |
|   | total de votants inscrits a les llistes |                            | 2.402.160 | 8,30% abstenció | 8,30% abstenció     | 99       | 31       |

|   | Candidat                                  | Coalició                            | Vots      | %               | Resultat        |
| 1 | Jorge Batlle Ibáñez                       | P. Colorado, P. Nacional, U. Cívica | 1.158.708 | 54,13           | President       |
| - | ----------------------------------------- | ----------------------------------- | --------- | --------------- | --------------- |
| 2 | Tabaré Vázquez                            | Front Ampli, N. Espai               | 981.778   | 45,87           |                 |
|   | Total vots vàlids                         |                                     | 2.140.486 | 100             |                 |
|   | vots anul·lats                            |                                     | 23.052    | 1,05            |                 |
|   | vots en blanc                             |                                     | 42.574    | 1,93            |                 |
|   | total vots                                |                                     | 2.206.112 | 100             |                 |
|   | total dels votants inscrits a les llistes |                                     | 2.402.160 | 8,16% abstenció | 8,16% abstenció |